# Hipólito Rincón
Hipólito Rincón Povedano (ur. 28 kwietnia 1957 w Madrycie) – piłkarz hiszpański grający na pozycji napastnika.

## Kariera klubowa
Rincón pochodzi z Madrytu. Karierę piłkarską rozpoczął w tamtejszym Realu Madryt. W latach 1965–1976 był członkiem drużyn juniorskich, a następnie trafił do rezerw Realu. W zespole Castilli występował przez rok. W 1977 roku został wypożyczony do drugoligowego Recreativo Huelva, z którym wywalczył awans do Primera División. Latem 1978 również trafił na wypożyczenie, tym razem do Realu Valladolid, w którym występował przez pół roku. Następnie wrócił do Realu i awansował do kadry pierwszej drużyny. 14 października 1979 roku zadebiutował w Primera División w wygranym 3:2 domowym meczu z Realem Saragossa, w którym zdobył dwa gole. Jednak zarówno w sezonie 1979/1980, jak i sezonie 1980/1981, był rezerwowym napastnikiem i przegrywał rywalizację o miejsce w składzie z Santillaną, Juanito, Lauriem Cunninghamem i Roberto Martínezem. W tym okresie rozegrał dla Realu 16 spotkań i zdobył 3 gole. W 1980 roku wywalczył z nim mistrzostwo oraz Puchar Króla, a w 1981 roku został wicemistrzem kraju.
Latem 1981 Rincón został zawodnikiem Realu Betis. 20 września rozegrał w nim swoje pierwsze spotkanie, przegrane 1:2 na wyjeździe z Racingiem Santander. Przez cały okres pobytu w Betisie grał w pierwszym składzie. W sezonie 1982/1983 z 20 golami został królem strzelców Primera División. W Betisie grał do 1989 roku, gdy zakończył karierę. W klubie tym zdobył 78 bramek w 223 rozegranych spotkaniach.
| Sezon   | Klub                 | Kraj      | Rozgrywki        | Mecze | Bramki |
| ------- | -------------------- | --------- | ---------------- | ----- | ------ |
| 1976/77 | Real Madryt Castilla | Hiszpania | Tercera División | ?     | ?      |
| 1977/78 | Recreativo Huelva    | Hiszpania | Segunda División | ?     | ?      |
| 1978/79 | Real Valladolid      | Hiszpania | Segunda División | ?     | ?      |
| 1978/79 | Real Madryt          | Hiszpania | Primera División | 0     | 0      |
| 1979/80 | Real Madryt          | Hiszpania | Primera División | 8     | 2      |
| 1980/81 | Real Madryt          | Hiszpania | Primera División | 8     | 1      |
| 1981/82 | Real Betis           | Hiszpania | Primera División | 23    | 4      |
| 1982/83 | Real Betis           | Hiszpania | Primera División | 30    | 20     |
| 1983/84 | Real Betis           | Hiszpania | Primera División | 28    | 7      |
| 1984/85 | Real Betis           | Hiszpania | Primera División | 27    | 8      |
| 1985/86 | Real Betis           | Hiszpania | Primera División | 24    | 10     |
| 1986/87 | Real Betis           | Hiszpania | Primera División | 37    | 17     |
| 1987/88 | Real Betis           | Hiszpania | Primera División | 24    | 4      |
| 1988/89 | Real Betis           | Hiszpania | Primera División | 30    | 8      |

## Kariera reprezentacyjna
W reprezentacji Hiszpanii Rincón zadebiutował 27 kwietnia 1983 roku w wygranym 2:0 spotkaniu eliminacji do Euro 84 z Irlandią. 21 grudnia 1983 strzelił 4 gole w eliminacyjnym spotkaniu z Maltą, wygranym przez Hiszpanię 12:1 i będącym najwyższym zwycięstwem w historii tego kraju. W 1986 roku został powołany przez selekcjonera Miguela Muñoza na Mistrzostwa Świata w Meksyku. Tam był rezerwowym i nie rozegrał żadnego spotkania. W kadrze narodowej do końca 1986 roku rozegrał 23 mecze i zdobył 10 goli.